# Correre in fretta
| Recensione              | Giudizio |
| ----------------------- | -------- |
| Dizionario del Pop-Rock |          |

Correre in fretta è il terzo album musicale di Enzo Avitabile, pubblicato nel 1984.

## Tracce

### LP
Testi e musiche di Enzo Avitabile.
Lato A
1. Correre in fretta – 4:00
2. 'O Soul mio – 2:48
3. Sogno dell'indiano – 4:11
4. Time's Illusion – 4:07
5. Fantastica Production – 3:42

Lato B
1. Napoli Dance – 3:18
2. Solo stanco – 4:20
3. Angeli – 3:45
4. Mammà sai che – 3:00
5. Call Me on the Road – 4:00

## Musicisti
- Enzo Avitabile - voce solista, sax alto, sax tenore, sax baritono
- Piero Gallo - chitarra
- Marcello Ferrante - pianoforte, tastiere
- Toni Stotuti - tromba, flicorno
- Rino Avitabile - basso
- Carlo Avitabile - batteria
- Naimy Hackett - cori
- Linda Westley - cori

Note aggiuntive
- Enzo Avitabile - produttore, arrangiamenti
- Rino Avitabile - produttore esecutivo
- Marcello Ferrante - arrangiamento tastiere
- Aldo Foglia - management
- Registrato e missato al Morning Studio di Carimate (Como)
- Renato Cantele - ingegnere delle registrazioni
- EMI Creative Services - art direction copertina album originale
- Guido Harari - fotografia copertina album originale
- Si ringrazia: Red Canzian, Laura Angeli, Denny, Enzo Senatore, Gigi Lopresti, Andrea Stotuti, Massimo Gallotta, Maria Annunziata, gli amici di Radio Spazio Uno di Napoli
- Questo disco è dedicato a mia figlia Connie[3]